# Prêtre municipal
Les prêtres municipaux (en latin sacerdotes municiporum ou coloniarum) étaient, dans la religion romaine, les prêtres publics dans les différentes cités de l'empire romain. 
Il n'est pas toujours aisé de distinguer (dans les villes provinciales) les prêtres locaux des prêtres à la mode romaine, et les termes de sacerdos coloniae ou sacerdos publicus sont des termes élastiques. Les sacerdotes, auxquels on peut vraiment attribuer le caractère et le nom de prêtres municipaux, furent :
- les pontifes et les augures des colonies et des municipes, dont l'organisation était calquée sur celle des pontifes et des augures romains ;
- les prêtres municipaux du culte impérial, dont le titre le plus fréquent était flamen, et qui parfois s'appelaient sacerdos ou pontifex
- les Seviri Augustales, membres ou prêtres des confréries qui s'étaient constituées dans de nombreuses cités des provinces occidentales pour rendre un culte fervent à la divinité des empereurs.

## Source
« Prêtre municipal », dans Charles Victor Daremberg et Edmond Saglio (dir.), Dictionnaire des Antiquités grecques et romaines, 1877-1919 [détail de l’édition] (lire en ligne) (« quelques transcriptions d'articles », sur mediterranees.net)